# 前田卓 (社会学者)
前田 卓（まえだ たかし、1928年 - ）は、社会学者、関西大学名誉教授。
栃木県宇都宮市生まれ。1953年京都大学文学部社会学科卒、1958年同大学院博士課程満期退学、京大助手。1960年高野山大学講師、1962年「祖先崇拝論考」で京都大学文学博士。1967年関西大学社会学部助教授、1972年教授、1999年定年退任、名誉教授。

## 著書
- 『祖先崇拝の研究』青山書院 1965
- 『巡礼の社会学』関西大学経済政治研究所 1971
- 『姉家督 男女の別を問わぬ初生子相続』関西大学出版・広報部 1976
- 『女が家を継ぐとき 東北・北関東に見る女性の相続』関西大学出版部 1992

## 注
1. ↑  『女が家を継ぐとき』著者紹介
2. ↑  前田卓教授の略歴および主要業績『関西大学社会学部紀要』1999-04